# Purifikatorium

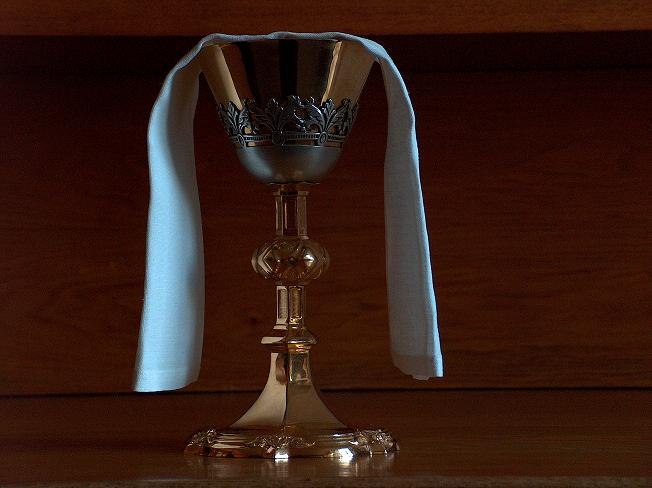
Das Purifikatorium liegt auf dem Kelch

Das Purifikatorium (lat.: purificare „reinigen“), auch Kelchtuch oder Kelchtüchlein, ist ein Tüchlein aus weißem Leinen, das in der heiligen Messe zum Abwischen des Kelchrandes bei der Kelchkommunion, zum Reinigen der Hostienschalen und zum Trocknen des Kelches bei der Purifikation verwendet wird. Es hat eine Länge von 40 bis 50 cm, eine Breite von 25 bis 30 cm und wird dreifach gefaltet. Früher war es meist in der Mitte mit einem Kreuz bestickt und an den Schmalseiten manchmal mit einer schmalen Spitze gesäumt. Das Purifikatorium wird zur Gabenbereitung mit dem Kelch zum Altar gebracht und liegt dort neben dem Korporale.
Das erste Wasser bei der Wäsche der Purifikatorien wird ins Sakrarium gegeben. Purifikatorien sind seit dem frühen Mittelalter nachweisbar. Sie wurden auch Abstersorium oder Stersorium (von lat. tergere „abtrocknen“) genannt.